# Теорема Адамара о степенном ряде
Теорема Адамара о степенном ряде (также теорема Коши — Адамара) — утверждение, которое даёт оценку радиуса сходимости степенных рядов для некоторых случаев. Названа в честь французских математиков Коши и Адамара. Теорема была опубликована Коши в 1821,
но оставалась незамеченной пока Адамар не переоткрыл её.
Адамар опубликовал результат в 1888 году.
Он также включил его в докторскую диссертацию в 1892 году.

## Формулировка
Пусть {\displaystyle \sum _{\nu =0}^{+\infty }a_{\nu }(z-z_{0})^{\nu }} — степенной ряд с радиусом сходимости {\displaystyle R}. Тогда:
{\displaystyle (\alpha )} если верхний предел {\displaystyle \varlimsup \limits _{\nu \to +\infty }{\sqrt[{\nu }]{|a_{\nu }|}}} существует и положителен, то {\displaystyle R={\frac {1}{\varlimsup \limits _{\nu \to +\infty }{\sqrt[{\nu }]{|a_{\nu }|}}}}};
{\displaystyle (\beta )} если {\displaystyle \varlimsup \limits _{\nu \to +\infty }{\sqrt[{\nu }]{|a_{\nu }|}}=0}, то {\displaystyle R=+\infty };
{\displaystyle (\gamma )} если верхнего предела {\displaystyle \varlimsup \limits _{\nu \to +\infty }{\sqrt[{\nu }]{|a_{\nu }|}}} не существует, то {\displaystyle R=0}.

## Доказательство
{\displaystyle (\alpha )} Пусть {\displaystyle \lambda =\varlimsup \limits _{\nu \to +\infty }{\sqrt[{\nu }]{|a_{\nu }|}}\in (0;+\infty )}. 
Если точка {\displaystyle z\in \mathbb {C} } такова, что {\displaystyle |z-z_{0}|<{\frac {1}{\lambda }}}, то  {\displaystyle \varlimsup \limits _{\nu \to +\infty }{\sqrt[{\nu }]{|a_{\nu }{(z-z_{0})}^{\nu }|}}<1} и можно найти такое число {\displaystyle q<1}, что почти для всех {\displaystyle \nu } будет выполняться {\displaystyle {\sqrt[{\nu }]{|a_{\nu }{(z-z_{0})}^{\nu }|}}<q\,}. Из этого неравенства следует, что геометрическая прогрессия {\displaystyle \sum _{\nu =0}^{+\infty }q^{\nu }} является сходящейся мажорантой ряда {\displaystyle \sum _{\nu =0}^{+\infty }|a_{\nu }{(z-z_{0})}^{\nu }|}, то есть {\displaystyle R={\frac {1}{\lambda }}}. 
Если, наоборот, точка {\displaystyle z\in \mathbb {C} } удовлетворяет условию {\displaystyle |z-z_{0}|>{\frac {1}{\lambda }}}, то {\displaystyle \varlimsup \limits _{\nu \to +\infty }({\sqrt[{\nu }]{|a_{\nu }|}}\cdot |z-z_{0}|)>1}  и для бесконечного множества номеров {\displaystyle \nu } будет выполняться   {\displaystyle |a_{\nu }{(z-z_{0})}^{\nu }|\geqslant 1}. Следовательно, ряд {\displaystyle \sum _{\nu =0}^{+\infty }|a_{\nu }(z-z_{0})^{\nu }|} в точке {\displaystyle z} расходится, поскольку его члены не стремятся к нулю.
{\displaystyle (\beta )} Пусть {\displaystyle \lambda =\varlimsup \limits _{\nu \to +\infty }{\sqrt[{\nu }]{|a_{\nu }|}}=0}. Тогда для каждого {\displaystyle z\in \mathbb {C} } последовательность {\displaystyle {\sqrt[{\nu }]{|a_{\nu }{(z-z_{0})}^{\nu }|}}} сходится к нулю. Поэтому, если выбрать число {\displaystyle q=q(z)\in (0;1)}, то для почти всех номеров {\displaystyle \nu } будет выполняться неравенство {\displaystyle |a_{\nu }{(z-z_{0})}^{\nu }|<q^{\nu }}, откуда, как и в {\displaystyle (\alpha )}, следует сходимость ряда в точке {\displaystyle z}. Формально {\displaystyle R={\frac {1}{+0}}=+\infty }. 
{\displaystyle (\gamma )} Верхнего предела {\displaystyle \varlimsup \limits _{\nu \to +\infty }{\sqrt[{\nu }]{|a_{\nu }|}}} в {\displaystyle \mathbb {R} } не существует (т.е. формально {\displaystyle \lambda =\varlimsup \limits _{\nu \to +\infty }{\sqrt[{\nu }]{|a_{\nu }|}}=+\infty \in {\overline {\mathbb {R} }}}) в том и только том случае, если последовательность {\displaystyle {\sqrt[{\nu }]{|a_{\nu }|}}} неограничена сверху. Если {\displaystyle z\neq z_{0}}, то неограничена и последовательность {\displaystyle {\sqrt[{\nu }]{|a_{\nu }{(z-z_{0})}^{\nu }|}}}.  Поэтому ряд {\displaystyle \sum _{\nu =0}^{+\infty }a_{\nu }(z-z_{0})^{\nu }} в точке {\displaystyle z\neq z_{0}} расходится. Следует отметить, что при {\displaystyle z=z_{0}} ряд {\displaystyle \sum _{\nu =0}^{+\infty }a_{\nu }(z-z_{0})^{\nu }} сходится к {\displaystyle a_{0}}. Окончательно {\displaystyle R=0} (т.е. формально {\displaystyle R={\frac {1}{+\infty }}=+0}, фактически {\displaystyle R=\varliminf \limits _{\nu \to +\infty }{\frac {1}{\sqrt[{\nu }]{|a_{\nu }|}}}=0}).